# Paisley (Florida)
Paisley es un lugar designado por el censo ubicado en el condado de Lake en el estado estadounidense de Florida. En el Censo de 2010 tenía una población de 818 habitantes y una densidad poblacional de 94 personas por km².

## Geografía
Paisley se encuentra ubicado en las coordenadas 28°58′47″N 81°32′10″O / 28.97972, -81.53611. Según la Oficina del Censo de los Estados Unidos, Paisley tiene una superficie total de 8.7 km², de la cual 8.12 km² corresponden a tierra firme y (6.7%) 0.58 km² es agua.

## Demografía
Según el censo de 2010, había 818 personas residiendo en Paisley. La densidad de población era de 94 hab./km². De los 818 habitantes, Paisley estaba compuesto por el 95.11% blancos, el 0.37% eran afroamericanos, el 1.22% eran amerindios, el 0% eran asiáticos, el 0% eran isleños del Pacífico, el 1.71% eran de otras razas y el 1.59% pertenecían a dos o más razas. Del total de la población el 3.55% eran hispanos o latinos de cualquier raza.